# فياتشيسلاف أنيسين
فياتشسلاف ميخايلوفيتش أنيسين (بالروسية: Вячесла́в Миха́йлович Ани́син) هو لاعب هوكي جليد روسي سوفيتي سابق ولد في يوم 11 يوليو 1951 في موسكو. لعب مع عدة أندية في الاتحاد السوفيتي وروسيا ويوغوسلافيا ولعب مع منتخبي الاتحاد السوفيتي وروسيا.